# Tegella lamellatoides
Tegella lamellatoides är en mossdjursart som beskrevs av Liu och Ed F. Wass 2000?. Tegella lamellatoides ingår i släktet Tegella och familjen Calloporidae. Inga underarter finns listade i Catalogue of Life.